# Sötétcsíkos susulyka
A sötétcsíkos susulyka (Inocybe fuscidula) a susulykafélék családjába tartozó, Európában és Észak-Amerikában honos, erdőkben élő, mérgező gombafaj. 

## Megjelenése

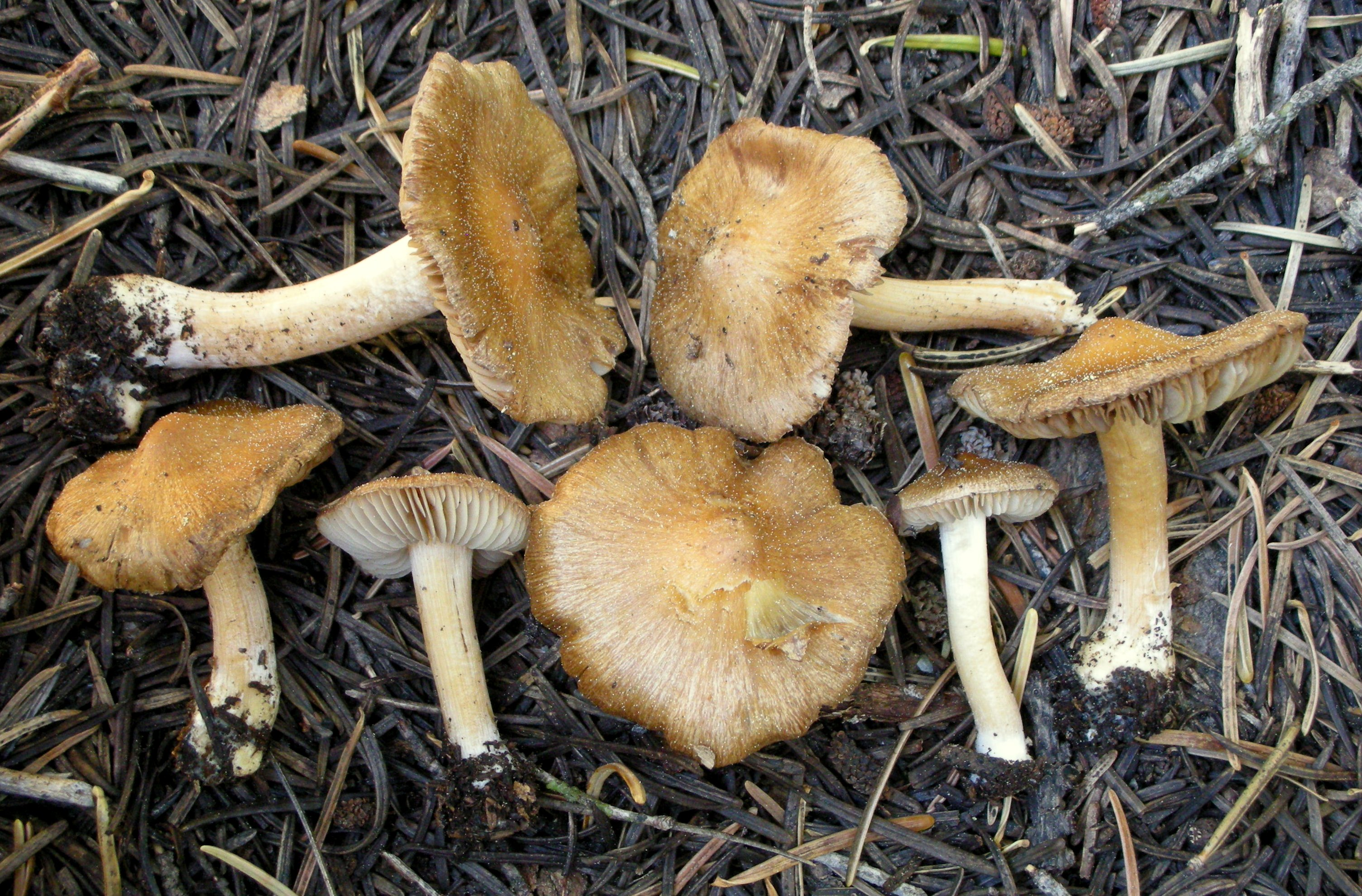

A sötétcsíkos susulyka kalapja 1-3 (4) cm széles, alakja fiatalon kúpos, majd gyorsan kiterül, közepén kis púppal. Széle eleinte aláhajló, fehéres, gyorsan lekopó fátyolmaradványok lehetnek rajta; idősen felpenderedik, berepedezik. Felszíne kissé nemezes, szálas, a világosabb felszínen sötétebb szálak lehetnek. Színe világosabb vagy sötétebb barna, közepe sötétebb.
Húsa fehéres, piszkosfehér színű. Szaga kellemetlen, spermaszerű, íze nem jellegzetes.
Sűrű lemezei a tönköt épphogy érintik. Színük fiatalon szürkés, krémszínű, később világosbarna. Élük finom pihéktől világosabb.
Tönkje hengeres, tövében kissé gumós. Felszíne felső harmadában kissé deres, lefelé finoman szálas, halványbarnás árnyalattal.
Spórapora dohánybarna. Spórája ellipszis alakú, sima, vastag falú, mérete 8-12 x 4,9-6,3 µm. 

### Hasonló fajok
Rokonaival, pl. a kerti susulykával, a zöldülőtönkű susulykával vagy a gumós susulykával lehet összetéveszteni.   

## Elterjedése és termőhelye
Európában és Észak-Amerikában honos. 
Lombos- és tűlevelű erdőkben, ritkábban cserjésekben fordul elő, inkább savanyú talajon. Nyáron és ősszel terem. 
Mérgező.